# Драгобраште
Драгобраште (макед. Драгобраште) — село в Республике Македония, входит в общину Виница.
Село расположено к востоку от административного центра общины — города Виница, высота над уровнем моря — 578 м. Из-за особенностей рельефа село представляет собой группу отдельных поселений имеющих свои исторические наименования: Чукарлии, Бобии, Мирмарци, Аджии, Криворамци, Софинци, Саихци, Малчовсци, Домазетци, Капетанци и Балтаци.
Население села на 2002 год — 392 человека, все македонцы.

## История
В XIX веке Драгобраште (Драгобрашта) было заселено болгарами (македонцами), в 1900 году здесь проживало 700 болгар-христиан. В 1905 году в селе было 488 прихожан церкви Болгарской екзархии, здесь также было болгарское училище.

## Экономика
Основу экономики села составляет выращивание табака.

## Общественно значимые объекты
В Драгобраште с 1966 года есть школа «Никола Парапунов» в которой учатся дети из Драгобраште и из окрестных сёл (из сёл: Пекляни, Трсино, Трстия, Грляни, Крушево и Бигла). В части села — Чукарлии расположена церковь освящённая во имя Святой Богородицы, а в непосредственной близости от села находится монастырь во имя Святого Спаса. В селе есть почта и больница.

## Люди, связанные с селом
Здесь родились два известных участника ВМОРО: в 1891 году — Дончо Христов, а в 1898 году — Стоян Георгиев.